# Farang

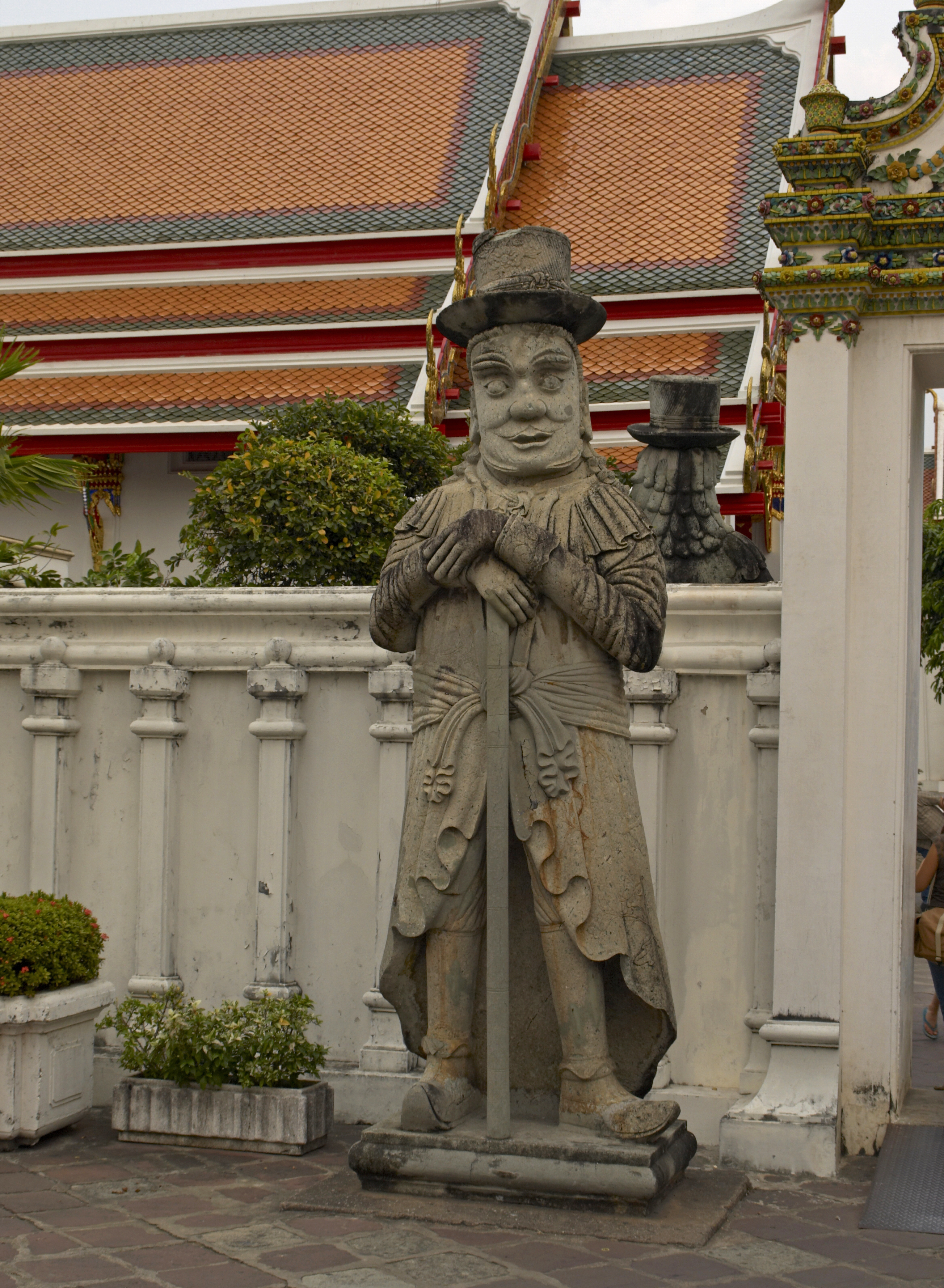
Karikatur eines Farang als Wächterfigur vor Wat Pho in Bangkok

Farang (in Thai: ฝรั่ง, ausgesprochen: 
[faràŋ], in der Umgangssprache auch oft falang) ist der in Thailand übliche Begriff für Ausländer mit weißer Hautfarbe, d. h. Europäer sowie europäischstämmige Amerikaner, Australier, Südafrikaner usw.

## Verwendung
Grundsätzlich ist Farang ein neutrales Wort, das allerdings nur in der Umgangssprache Verwendung findet. In offiziellen Kontexten wird es hingegen vermieden und durch den hochsprachlichen Ausdruck Khon Tang Chat (คนต่างชาติ) bzw. Chao Tang Chat (ชาวต่างชาติ, „Ausländer“) ersetzt. Je nach Kontext kann Farang aber auch abwertend bzw. als Schimpfwort verstanden werden. Insbesondere bezeichnet Farang Khi Nok (ฝรั่งขี้นก) einen ungesitteten Westler (eigentlich eine Guavenart, deren Kerne mutmaßlich über Vogelkot verbreitet werden). In Thailand lebende und reisende Europäer und Amerikaner verwenden den Ausdruck Farang auch häufig als Selbstbezeichnung.
Afroamerikanische US-Soldaten wurden während des Vietnamkrieges auch als Farang Dam („schwarze Farang“) bezeichnet; verbreiteter ist jedoch, Afrikaner oder Afroamerikaner als Negro zu bezeichnen. Süd- und westasiatische Ausländer (z. B. Araber, Perser, Inder, Nepalesen) werden nicht Farang, sondern Khaek (แขก, wörtlich: „Gäste“) genannt.
Kinder mit einem Farang- und einem Thai-Elternteil werden Luk Khrueng (ลูกครึ่ง, wörtlich übersetzt „Halb-Kind“) genannt. Mit dem Begriff Farang inhaltlich verwandt ist auch der Begriff Nok (นอก, wörtlich: „außen“), vor allem in den Zusammensetzungen Mueang Nok (เมืองนอก, wörtlich „Außen-Land“ oder „äußere Lande“) für das (westliche) Ausland oder die westliche Welt, Khong Nok (ของนอก, „auswärtige Sachen“) für meist hochpreisige westliche Produkte und Hua Nok (หัวนอก, „Außen-Kopf“) für Personen, die von westlichem Denken beeinflusst sind, etwa weil sie im Ausland studiert haben.

## Herkunft
Das Wort Farang stammt wahrscheinlich von dem persischen Wort farang (فرنگ), da die Perser bereits vor den Europäern Handelspartner der Siamesen (Thai) waren. Auf Hindi in Indien heißt der Europäer farangi oder Arabisch alfrandsch, in Ägypten und Nordafrika afrangui, in Äthiopien faranji; in Thailands Nachbarland Kambodscha barang und in Laos falang. Die persischen Händler, die sich ab dem 16. Jahrhundert in Siam niederließen, nannten wohl alle europäischen Christen „Franken“ (farang). Die Thai übernahmen diese Bezeichnung und bezogen sie auf die später in ihrem Land ankommenden Portugiesen, Engländer und Holländer.
Vom frühmittelalterlichen Frankenreich bzw. seinen Nachfolgern Ost- und Westfrankenreich kam das Wort wahrscheinlich in der Zeit der Kreuzzüge in den Nahen Osten. Die meisten Teilnehmer des ersten Kreuzzugs waren Franzosen und Deutsche (aus dem früheren West- und Ostfrankenreich), so wurde „Franke“ im mittelalterlichen Orient zur allgemeinen Bezeichnung für christliche Europäer. Von dort breitete sich der Begriff über die alten Handelsrouten nach Asien und Afrika, möglicherweise sogar bis nach Polynesien, dort werden weiße Europäer „Palangi“ genannt.
Verbreitet ist die Volksetymologie, dass sich Farang von „français“ ableite, da Franzosen unter den ersten Europäern gewesen seien, die sich in Südostasien niederließen. Dies ist jedoch weder aus historischer noch aus sprachwissenschaftlicher Sicht plausibel. Franzosen werden heute auf Thai als Khon Farangset (คนฝรั่งเศส) bezeichnet, dieses Wort ist jedoch jüngeren Ursprungs als Farang.

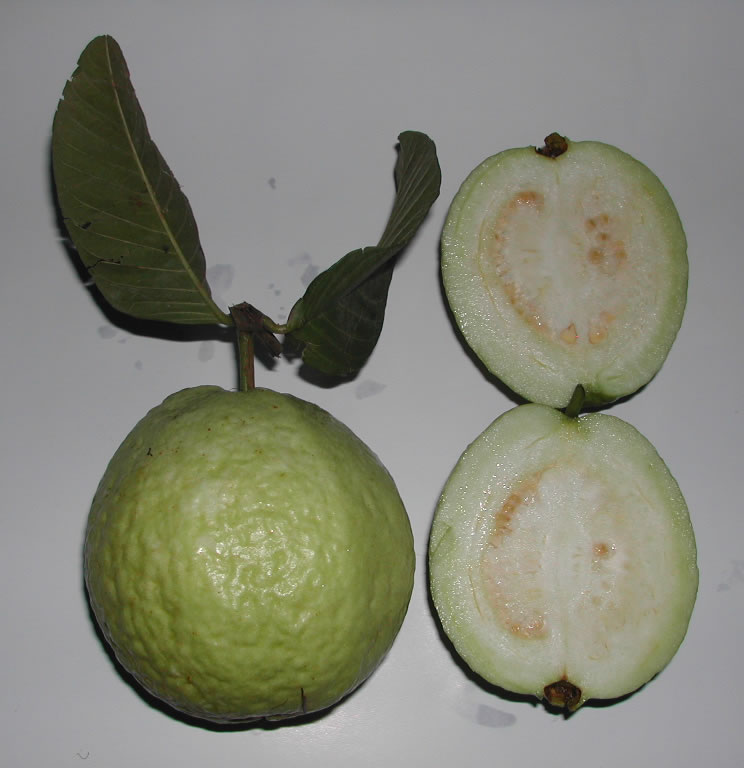
Eine Guave

## Weitere Bedeutung
Davon abgeleitet hat farang allgemein die Bedeutung „fremd“, „westlich“ oder „nicht-Thai“. Insbesondere bezeichnet Farang die Guave, die, ursprünglich in Südamerika beheimatet, durch portugiesische Händler in Thailand bekannt gemacht wurde. Weitere Beispiele sind Man Farang (มันฝรั่ง) für Kartoffel (von Man, มัน, ‚Yams‘), No Mai Farang (หน่อไม้ฝรั่ง) für Spargel (von No Mai, หน่อไม้, ‚Bambussprosse‘) oder Mak Farang (หมากฝรั่ง) für Kaugummi (von Mak, หมาก, ‚Betelnuss‘).

## Medien
Die 1993 gegründete Zeitschrift Der Farang ist die bekannteste und auflagenstärkste deutschsprachige Zeitung in Thailand, die alle 14 Tage herausgegeben wird. Hier findet man auch Artikel bekannter Thailand-Autoren wie Carl-Friedrich Krüger, Günther Ruffert und Wilfried Stevens. Das dazugehörige Newsportal ist Der-farang.com. Gegründet wurde Der Farang 1993 vom Schweizer Stefan Matter. Im Jahr 2006 wurde es vom Schweizer Ehepaar Bussaba und Martin Rüegsegger übernommen.
Das Südostasien-Magazin Farang erschien von 1997 bis 2019 in Berlin. Es richtete sich an die Thai-Deutsche Gemeinde. Dies sind in Deutschland lebende Thailänder, an Thailand interessierte Deutsche und vor allem binationale Familien. Mit der Ausgabe Februar 2019 wurde das Magazin eingestellt.